# レームダック

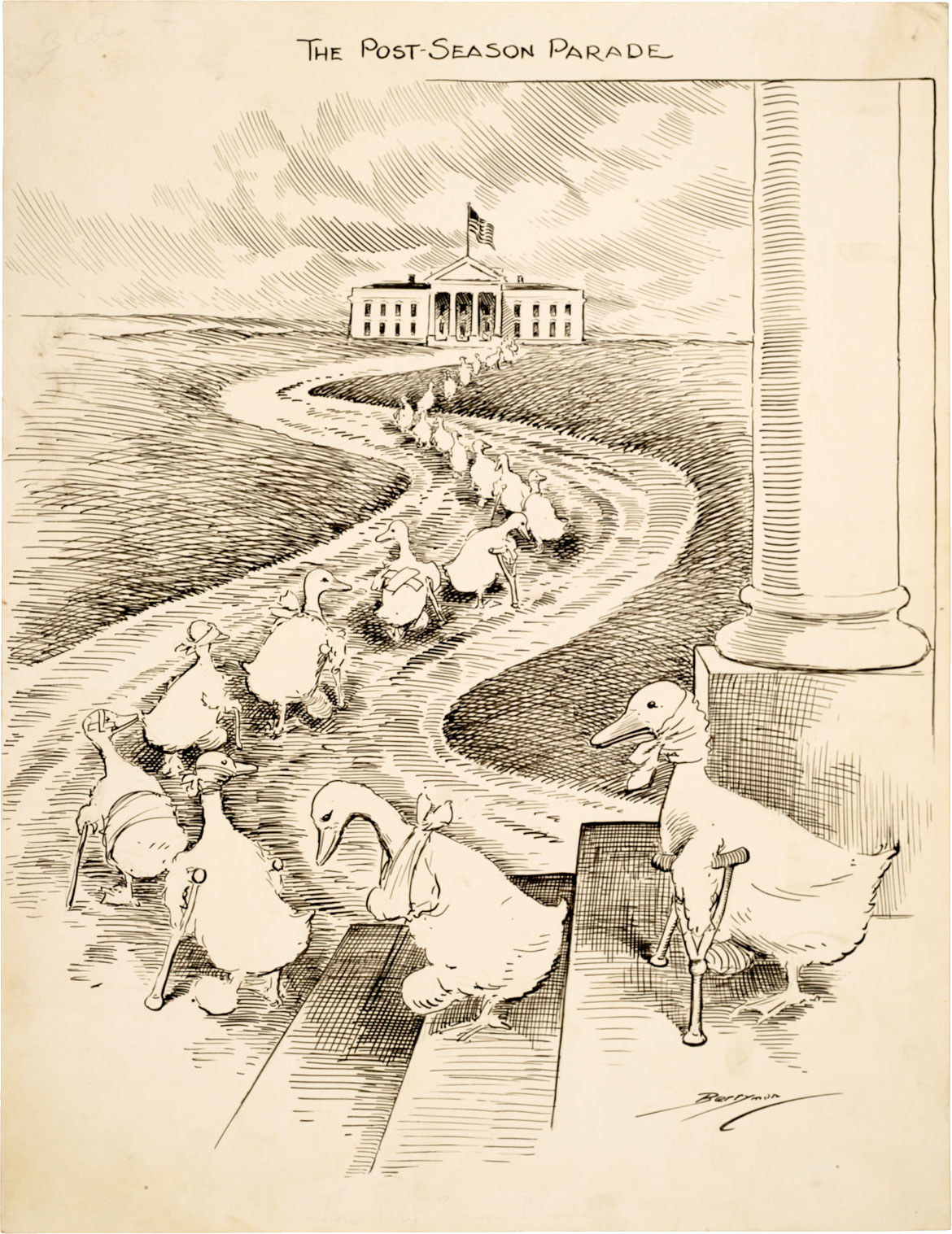
クリフォード・ベルーマンによるレームダックの風刺画（1915年）

レームダック、レイムダック（英: lame duck）とは、「役立たず」「死に体」の政治家を指す政治用語。選挙後、まだ任期の残っている落選議員や大統領を揶揄的に指すのに用いられる。転じて、米国では「役立たず」などと特定の人物を揶揄する慣用表現としても用いられている。

## 語源
原義は「足の不自由なアヒル」。
1700年代のロンドン証券取引所で、支払不能で債務不履行に陥った株式仲買人や証券会社を指す言葉として用いられたが、1860年代に米国の政治用語として流用されるに至った。

## 米国
米国の慣用表現であり、英語を公用語とする米国以外の国においても通用する用語となりつつあるが、ここでは主として米国で用いられる場合について説明する。

### 米国大統領
日本ではとりわけ、選挙で落選し、または、2期目の任期切れ間近に、残った任期を消化している米国大統領を指す用語として用いられる場合が多い。アメリカでレームダック・プレジデントと呼ばれる用法である。特に中間選挙で与党の議席を減らした大統領に対しては選挙直後から使われることもある。大統領は憲法で「再選は1度まで」と規定されている。憲法上の規定はないが、大統領になった後、政治家としてほかの役職（上院議員など）に就くことはほとんどない。当然、やめるとわかっている政治家の影響力は大きく低下する。そのため2期目終了が近づくと、議会などとの政治的取引を行う余力が消失し、政策運営ができなくなる。一般に、レームダック状態にある大統領の政権下では、あらゆる決定が先送りされ、行政府全体に無気力感が漂い、政治が停滞するとされている。よって、2期目の特に最初の2年が、再選した大統領が政治的影響力を発揮できる期間とされる。

### 米国議会
法案や決議案などの議題もなく、単に日程を消化するにすぎない連邦議会を、レームダック・セッションと呼ぶ。
上院・下院とも選挙は11月に行なわれ、当選した議員が登院して新議会が開かれるのは翌年1月となっている。新議会が開催されるまでの期間、任期の残っている議会が新たな法案・決議案などを審議することは少ないため、このように呼ばれる。

### 米国の一般用語
政治用語から転じて、一般的な用語として「役立たず」「落伍者」など、特定の人物を揶揄的に指す場合にも用いられるようになった。
同様に、財政的な危機状態であったり、あるいは累積債務が増大している法人を指すほか、破損や故障などで動かなくなった乗り物を指すなど、一般的な慣用句としても広く用いられる表現となっている。

## 日本
日本では、米国の政治状況を報道する際「レームダック（死に体）」などと相撲用語を用いて補足説明を施してきたが、一定程度この用語が定着した現在は、米国で用いられる用法にとどまらず、内閣総理大臣など政権担当者や内閣を指すほかに、政党の内部で派閥領袖などが力を失いつつある場合にも使用されることもある。
単なる政治基盤の弱体化を指したり、政治的闘争あるいは政権批判における用語としても使われる一方で、単に日程を消化するにすぎない議会を指してレームダックと呼ばれることはないなど、米国での用法から離れた用い方もなされる。